# Saline Salzkotten

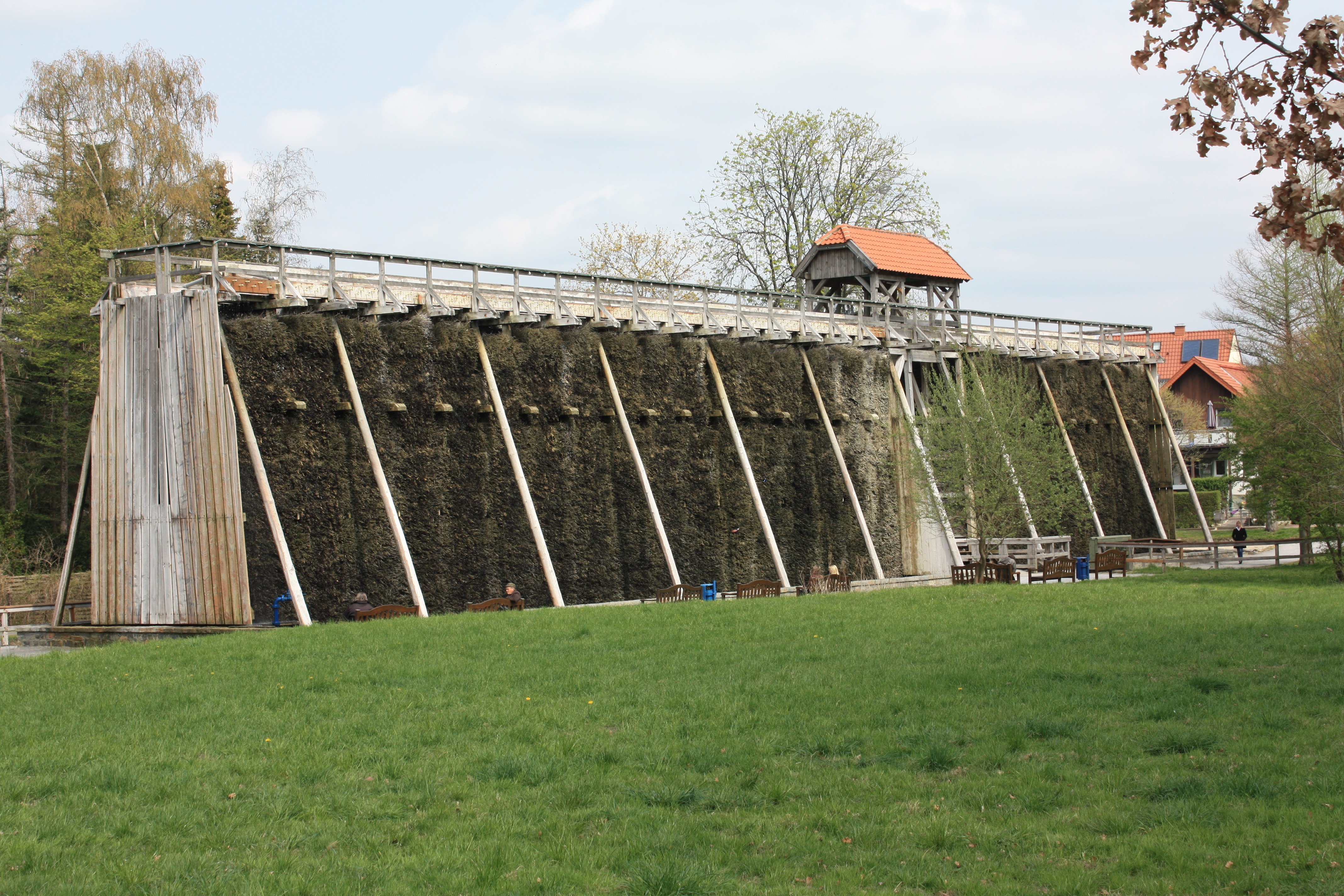
Gradierwerk in Salzkotten, 1997 zum 750-jährigen Stadtjubiläum errichtet

Die Saline Salzkotten war eine vermutlich bereits im 11. Jahrhundert gegründete Saline im nordrhein-westfälischen Salzkotten im ehemaligen Hochstift Paderborn.

## Geschichte

### Die Saline im Mittelalter unter Verwaltung des Klosters Hardehausen
Die erste Nennung der Solquelle zu Salzkotten erfolgt in den Quellen aus dem Jahr 1011 anlässlich der Schenkung der Grafschaft Haholt durch König Heinrich II. an Bischof Meinwerk von Paderborn. Der älteste urkundlich belegte Hinweis auf die gewerbliche Salzgewinnung in Salzkotten geht auf das Jahr 1160 zurück. In diesem Jahr schenkte der Bischof Bernhard I. von Oesede dem Zisterzienserkloster Hardehausen drei Siedehütten in Salzkotten. Für das Jahr 1294 ist ein Salzkottener Sälzerverein belegt, der bereits Anteilsrechte am gemeinschaftlichen Solebrunnen von Salzkotten besaß. Von diesem Zeitpunkt an betrug die Anzahl der in Salzkotten ansässigen Salzwerke immer 24.
Im Verlaufe des 13. Jahrhunderts haben die Bischöfe von Paderborn den eigentlichen Besitz an der Saline durch weitere Schenkungen von Salzwerkanteilen schließlich verloren, wenngleich Bischof Otto II. und später Bischof Theodor von Ittern Anfang des 14. Jahrhunderts den Versuch unternahmen, ein eigenes Salzwerk zu errichten, was aber am erbitterten Widerstand des Klosters Hardehausen als dem größten Salzherren der damaligen Zeit scheiterte und zu dem landesherrlichen Privileg führte, dass kein neues Salzwerk durch die Bischöfe errichtet werden durfte. Durch zahlreiche Weiterverschenkungen bzw. Verpfändungen zersplitterte die Besitzerstruktur an der Salzkottener Saline über die Jahrhunderte mehr und mehr. Der Besitz an den einzelnen Salzwerken war zudem von Beginn an äußerst zersplittert. Es gab Besitz an Halben und Viertel Salzwerken. Im Jahre 1307 etwa kaufte das Kloster der Geistlichen Jungfrauen in Wormeln von dem Salzkottener Bürger Hagedorn ein Viertel Salzwerk, und im Jahre 1373 erhielt dasselbe Kloster ein zweites Viertel von dem früher beschenkten Priester Ludolph von Hagen als Geschenk. Für das Jahr 1354 ist belegt, dass der Salzkottener Bürger Hermann, der ein halbes Salzwerk von seinem Vater Arnold geerbt hatte, seinen Anteil der Pfarrkirche Salzkotten verschenkte. Die andere Hälfte dieses Salzwerkes gehörte wiederum dem Benediktinerinnenkloster Gokirche in Paderborn. Diese die eigentlichen Besitzrechte innehabenden Grundherren bildeten somit das dominium directum als Obereigentümer der Saline Salzkotten.
Wie an anderen Salinenorten auch war in Salzkotten die Anteilseignerstruktur kleinstteilig. Dabei bezogen sich die Besitzerrechte in Salzkotten ausschließlich auf die Solen, während die technischen Geräte, wie etwa Siedepfannen und Siedehütten in der Hand der Salzgewerke bzw. Sälzer waren. Die Obereigentümer hatten ihre Anteile somit an die Sälzer weitervermeiert. Die Produktion des Salzes wurde also nicht von den Besitzern selbst vorgenommen, sondern von den Sälzern, die verpflichtet waren, die Gebäude und Gerätschaften in tauglichem Zustand zu halten. Als Gegenleistung für das Recht zur Salzgewinnung mussten die Sälzer jährlich eine bestimmte Menge Salz an den Lehnsherrn liefern und bei der Übernahme den Weinkauf bezahlen.

### Vereinigung der Sälzer im 16. Jahrhundert
Wenngleich der Bischof keine eigenen Anteilsrechte an der Saline mehr besaß, so behielt er dennoch erheblichen Einfluss auf das Salzkottener Salinenwesen zum einen über sein Recht zur Bestätigung der Betriebsverfassung der Sälzer, zum anderen über die wirtschaftspolitischen Eingriffe, die den Salzhandel direkt betrafen. Die Sälzer von Salzkotten schlossen sich im Jahr 1526 zunftmäßig zu einem neuen Sälzerkollegium zusammen, nachdem ihre alten Urkunden durch einen Brand zerstört worden waren. Die neu errichteten Sälzervereinigungen erhielten in aller Regel vom zuständigen Landesherren Statuten, die ihre Betriebsverfassung, die Einzelheiten über die Siedeberechtigung und häufig auch eine eigene Gerichtsbarkeit regelten. So bestätigte in diesem Jahr der Neugründung auch Bischof Erich von Braunschweig-Grubenhagen den Sälzern von Salzkotten die neuen Statuten. Das Gericht, das in Anwesenheit des Gografen und unter Vorsitz eines Werkmeisters tagte, verhandelte über Fälle, in denen es sich um Verstöße gegen die Statuten oder um andere Vergehen im Salinenbetrieb handelte. Als Beklagte kamen die Sälzer selbst, ihre Bediensteten, aber auch dritte Personen in Frage, wenn diese sich verschiedener Delikte gegen die Salinen schuldig gemacht hatten. Als Strafen wurden sowohl Gefängnisstrafen als auch Geldstrafen verhängt, auf deren Hälfte der bischöfliche Landesherr Anspruch hatte. An der Spitze des Kollegiums stand der bereits erwähnte Werkmeister, der jährlich neu aus den Reihen der Sälzer zu wählen war und selbständig den Gesamtbetrieb leitete und beaufsichtigte. Als Bedingungen für die Mitgliedschaft im Kollegium formulierten die Statuten, dass jeder Sälzer frei und ehelich geboren und Bürger und Einwohner der Stadt Salzkotten sein musste:
„Item und erstens: Wer allhie tom Saltcotten ein Sälter werden will, und werdt, undt der sälter Einigunge mitgeneten undt gebroiken will, der soll thom ersten allhier tom Saltcotten ein börger undt wohnhaftig sein, echte, rechte, frie gebohren, niemandes eigen, oder jenig mathe to gehörig undt guten gerüchtes“.
In weiteren Paragraphen der Regimentsordnung von 1526 wurden Aufnahmebedingungen, Eidesformeln, Pflichten der Mitglieder und Straftatbestände sowie Strafen geregelt. Ein wichtiger Punkt der Statuten, der dafür verantwortlich war, dass neben der Besitzerstruktur auch die Betreiberstruktur stets zersplittert blieb, legte fest, dass ein Wälzer nur jeweils ein Salzwerk betreiben durfte. Die Aufnahme in das Kollegium erfolgte nach ausdrücklicher und förmlicher Bestätigung, der Bezahlung eines Eintrittsgeldes, der Leistung des Bürgereides vor dem Werkmeister sowie der Vorlage eines Meierbriefes und eines sogenannten Traktamentes.
Neben den formalen Bedingungen der Aufnahme gab es ökonomische: für einen weniger vermögenden Bürger war es unmöglich, Sälzer zu werden, da der mit der Salzlieferung verbundene Weinkauf, die hohen Unterhaltskosten, die Ausgaben für Betriebsvergrößerungen und Reinvestitionen in die Betriebsabschreibungen sowie die jährlichen Abgaben die finanziellen Möglichkeiten der ärmeren Schichten der Stadt bei weitem überstiegen. Auf der anderen Seite müssen die Gewinne, die für die Sälzer aus den Betrieben flossen, sehr hoch gewesen sein, da die Kollegiumsmitglieder zu den reichsten und angesehensten Bürgern Salzkottens gehörten und diesen Reichtum auch in Veranstaltungen in der Pfannhütte auf dem Marktplatz neben der Pfannenschmiede offen zeigten, so bei Sälzerfesten, Theaterabenden und Tanzveranstaltungen, zu denen später auch die Offiziere der Paderborner Garnison geladen wurden. Wie über die Aufnahme konnte das Kollegium auch über den dauerhaften oder auch zeitweisen Ausschluss eines Sälzers bestimmen, wenn dieser etwa schwere Verstöße gegen die Statuten begangen hatte. Die Saline Salzkotten war somit eine typische pfännerschaftliche Saline. Das ausschließliche Nutzungsrecht (dominum utile) lag bei den 24 Sälzern der Saline. Sie waren auch alleinig berechtigt, gestützt auf eine Vereinbarung mit dem Bischof Heinrich IV. von Sachsen-Lauenburg innerhalb der Stadt Salzkotten den Salzhandel zu betreiben:
„Item es vermag die Einigung außtrucklich, daß uff dem Saltzwerke Niemandts Handeln oder wandelen sollen, allein die vierund Zwantzig Sätzern, darumb muß auch Niemandt binnen der Statt Saltzcotter Saltz verkauffen, oder von seinet wegen verkauffen lassen, er sey dan der vier und Zwantzig seltzer ein, daß also durch beuten oder verkauffen, daß Saltz durch den Zweyte Handt nicht verkaufft werde“.
Den Sälzern wurde also bereits im 16. Jahrhundert durch bischöfliche Intervention zumindest für die Stadt Salzkotten ein Monopolrecht auf den Salzhandel verliehen, ein derartiges Zugeständnis ist für den Zeitraum für das Gebiet des Hochstifts Paderborn nicht belegt. Während für die Zeit bis zum Ende des 16. Jahrhunderts vermutlich die einzelnen Sälzer tatsächlich selbst den Siedeprozess und die Salzproduktion betrieben, ist seit 1610 belegt, dass sie auch über eigene Beschäftigte verfügten. Das abhängig beschäftigte Personal des Gesamtsalzwerkes bestand aus 24 Hütten- und Salzknechten und 16 Leckerknechten. Gemeinschaftliche Angestellte des Kollegiums waren der Protokollführer, dessen Aufgabe es war, sowohl die Kollegiumssitzungen zu protokollieren, als auch die gesamte Buchführung des Werkes zu schreiben, sowie der Salzmesser, der die einzelnen Sälzer zu Sitzungen einzuladen hatte, in den Siedehäusern in Vertretung des Werkmeisters die Aufsicht zu führen und das Salz bei der Ablieferung auszumessen.
Im Jahre 1588 versuchte abermals ein Landesherr, Privilegien und Monopol der Salzherren und Sälzer bei der Salzgewinnung zu brechen. Der Paderborner Fürstbischof Dietrich von Fürstenberg errichtete in der Sültsoid bei Salzkotten ein neues Salzwerk, das er in Eigenregie zu betreiben gedachte. Während die Salzherren diesmal dem Geschehen tatenlos zusahen, zerstörten die Sälzer nicht nur den gesamten Bau, sondern zogen unter Hinweis auf ihre verbrieften Rechte bis vor das Reichskammergericht zu Speyer, vor dem es erst 1610 zu einem Vergleich zwischen Landesherrn und Kollegium kam: Der Fürstbischof verzichtete auf jedwede unternehmerische Tätigkeit im Bereich der Salzproduktion und verbriefte den Sälzern erneut das alleinige Recht, sämtliche Solequellen in und um Salzkotten zu bewirtschaften; im Gegenzug verpflichteten sich die Sälzer, dem Landesherrn eine einmalige Summe in Höhe von 500 rheinischen Goldgulden zu zahlen.

### Niedergang der Saline Salzkotten
Obwohl während des Dreißigjährigen Krieges der Ort Salzkotten weitgehend zerstört wurde, blieben die Salzwerke selbst von den Kriegsfolgen völlig verschont. Lediglich das Sälzerarchiv ging bei der Plünderung Salzkottens durch die Schweden verloren. Belegt ist, dass die Saline Salzkotten zu diesem Zeitpunkt bis nach Arolsen im Waldeckschen lieferte. Genauso gehörten die Städte Warburg, Brakel, Steinheim, Nieheim und Teile Ravensburgs zum Absatzmarkt des Salzwerkes im 17. Jahrhundert. Für das Jahr 1654 lässt sich auch für das Hochstift Paderborn der erste Eingriff des Landesherrn für das Salinenwesen in Salzkotten verzeichnen: Um der durch den Dreißigjährigen Krieg stark mitgenommenen Stadt einen Absatzschutz für die heimische Salzproduktion zu sichern, erließ der Fürstbischof von Paderborn, Dietrich Adolf von der Recke, auf Bitten des Salzkottener Bürgermeisters ein Einfuhrverbot für fremdes Salz und verschaffte der Saline Salzkotten somit ein Salzmonopol für den eigenen Markt. Da das Salzkottener Salz in Quantität und Qualität die Bedürfnisse des Hochstifts deckte, sollte mit dieser Maßnahme erreicht werden, dass die Stadt sich von den Verwüstungen des Krieges erholte und der Geldabfluss ins Ausland unterblieb; diese Gedanken entstammten dem Geist merkantilistischer Gewerbepolitik.
In der Tat sind hier wesentliche Elemente der deutschen Form des Merkantilismus, des Kameralismus, wiederzuentdecken: Die landesherrliche Intervention beschränkt sich nicht nur auf fiskalische Ziele, wie der Vermeidung des Abflusses eigener Geldmittel ins benachbarte reichsdeutsche Ausland, sondern verfolgt mit dem Monopolerlass zwei weitere Absichten. Da die eigene Produktion bedarfsdeckend für das Bistum war, wurde eine Verarbeitung aller Rohstoffe im Lande selbst und die wirtschaftliche Unabhängigkeit in einem geschlossenen Wirtschaftssystem angestrebt. Zum anderen diente die Maßnahme ganz offensichtlich dem Grundgedanken der Wirtschaftspolitik: der Hebung des allgemeinen Wohlstandes, im konkreten Falle der Hebung der im Kriegsverlauf zu Schaden gekommenen Wohlfahrt der Stadt Salzkotten.
Das fürstbischöfliche Monopol für die Sälzer ließ sich jedoch aus zwei Gründen nicht aufrechterhalten. Zum einen gelangte aufgrund seines wesentlich niedrigeren Preises immer noch ausländisches Salz in das Hochstift. Insbesondere das zwar schlechtere, aber weitaus billigere Salz aus einem Salzwerk im Oberwaldischen Kreis machte den Salzkottener Sälzern durch harten Wettbewerb zu schaffen. Zum anderen war das Salzwerk Salzkotten nicht in der Lage, die weiter entfernten Städte des Oberwaldischen Kreises, Warburg, Brakel, Steinheim und Nienheim kontinuierlich mit einer den Bedarf deckenden Menge an Salz aus Eigenproduktion zu versorgen. Abermalige Verbote und Interventionen des Landesherren, diesmal jedoch mit der gleichzeitigen Aufforderung an die Salzkottener Sälzer versehen, die Fehlallokation im Oberwaldischen Kreis zu beheben, waren die Folge. Doch auch diese Verordnung war nicht geeignet, die Mängel der Versorgung und die Durchbrechung des Paderborner Salzmonopols abzustellen. Dafür lassen sich nach Ansicht des Verfassers insbesondere zwei Ursachen ausmachen. Zum einen fehlte es der sich im Monopolerlass manifestierenden Wirtschaftspolitik des Paderborner Landesherren an Konsequenz: Zwar diktierte der Fürstbischof aus den oben bezeichneten Gründen die Abschottung des Absatzmarktes der Saline Salzkotten und verordnete eine Versorgung aller Teile seines Territoriums, gleichzeitig ließ er aber die absatztechnischen Hindernisse und die sich über den Preis regulierende Wettbewerbssituation, die in der lückenhaften Infrastruktur seines Landes und der technischen Rückständigkeit des Salzwerkes Salzkotten begründet lagen, außer Acht. So lagen die zu versorgenden Städte des Oberwaldischen Kreises weit entfernt und es mangelte an guten Transportwegen dorthin. Eine diesen Umstand beseitigende und die Paderborner Salzhandelspolitik begleitende fürstbischöfliche Infrastrukturpolitik gab es nicht – zumindest schweigen sich die Quellen darüber aus.
Die technische Rückständigkeit ergab sich zum einen aus der Betriebsverfassung des Salzkottener Salzwerkes und zum anderen aus der ausbleibenden Investitionsunterstützung des Landesherren. Die Betriebsverfassung hatte drei grundlegende Hindernisse bei umfangreiche Investitionen. Zuerst einmal war die Gruppe der Betriebseigentümer (Anteilseigner) nicht identisch mit der Gruppe der Betreiber (Sälzer). Die verschiedenen Produktionsfaktoren lagen also in unterschiedlichen Händen: die Solen bei den Anteilseignern, die Betriebsmittel bei den Sälzern. Eine einheitliche Betriebsführung, die gemeinsam zu Investitionsentscheidungen kam, ist aufgrund der Anzahl der Anteilseigner und der Anzahl der pfännerschaftlich organisierten Sälzer bereits für das 17. Jahrhundert in Salzkotten kaum zu vermuten. Darüber hinaus lag eine für die erfolgreiche Betriebstätigkeit unerlässliche Unternehmensfunktion zusätzlich in dritter Hand: Die unternehmerische Funktion des Absatzes gab der Landesherr durch seine Salzhandelspolitik im Wesentlichen vor. Investitionsanreize, wie es sie etwa durch Ausnutzung konjunktureller Phasen bei den Unnaer Unternehmern von Buttel, von Rödinghausen und von Büren gegeben hatte, dürfte es angesichts einer solchen Betriebsverfassungsstruktur nicht gegeben haben. Eine zweite wesentliche Ursache für das Ausbleiben zukunftsweisender Investitionen dürfte die Einschränkung der Verfügungsrechte des Anteilseigners gewesen sein. Das Verfügungsrecht des Anteilseigners über das Salzwerk wurde im Laufe der Zeit faktisch eingeschränkt, weil die Betriebsinvestitionen der Sälzer nicht in des Besitzers Eigentum übergingen. Das bedeutete beim Tod eines Sälzers, dass erst der Wert der Einrichtungen an die Erben gezahlt werden musste, bevor eine Neuvermeierung überhaupt stattfinden konnte. Zwar war der Meier zeit seines Lebens verpflichtet, die Siedeanlagen in gutem, brauchbarem Zustand zu erhalten, doch technische Innovationen wie neue Gradier- und Leckwerke, die er bezahlt hatte, blieben rechtlich sein Eigentum.
Eine derartige Behandlung des betriebseigenen Kapitals und ein fortwährender Geldabfluss bedeuteten für die Saline Salzkotten und eine kontinuierliche finanzielle Schwächung der Besitzer. Die Vorschrift in den Statuten der Salzkottener Sälzerschaft, dass kein Sälzer berechtigt war, den durch Todesfall frei gewordenen weiteren Anteil anpachten zu dürfen, solange etwaige meierstättische Erben vorhanden waren, wird zudem neben der bereits oben erwähnten Zersplitterung der Besitzerstruktur zu einer ständig voranschreitenden Zersplitterung der Betreiberstruktur geführt haben. Erzbischof Heinrich IV. von Sachsen-Lauenburg hatte diese vorher nur als Gewohnheitsrecht bestehende Unsitte vertraglich in den Kollegiumsstatuten festgelegt, wonach gegen eine entsprechende Zahlung die Erben gleich mitbemeiert werden konnten.
Darüber hinaus trug im 17. Jahrhundert die im Anschluss an den Vergleich vor dem Reichskammergericht zu Speyer im Jahre 1610 erteilte Genehmigung Theodors von Fürstenberg an die Sälzer, Veränderungen an den Salzwerken vornehmen zu dürfen, wenn diese zur Optimierung der Produktion beitrugen, erheblich zur Auflösung einer klaren Trennlinie zwischen Anteilseignern und Betreibern und darüber zu einer weiteren Zersplitterung der Anteilseignerstruktur bei. Lag vor 1610 bisher sämtliches Eigentum an den Salzwerken zumindest ausschließlich in den vielen Händen der Salzherren, so waren jetzt Anlagen entstanden, die zum Teil auch den Sälzern selbst gehörten. Dies hatte zur Folge, dass niemand ein Salzwerk übernehmen konnte, der nicht die Anteile seines Vorgängers an den Neuerungen mit übernahm. Schließlich kam es im Anschluss an den Dreißigjährigen Krieg dazu, dass neben den bisherigen Anteilseigner- und Betreiberebenen eine dritte Ebene hinzukam, die die Führung der Werke noch uneinheitlicher gestaltete: das in früheren Privilegien festgelegte Statut, nach dem nur Einwohner von Salzkotten Sälzer werden konnten, wurde aufgehoben. Ursache dafür war, dass viele Sälzer nicht mehr in der Stadt wohnten, da bei der Zerstörung Salzkottens im Jahre 1633 viele Häuser vernichtet worden waren und so Wohnraum fehlte. In der Folge ließen sich viele Wälzer, gedeckt durch ein fürstbischöfliches Dekret durch die so genannten Salzschreiber vertreten, die zur betriebswirtschaftlichen und technischen Führung des Salzwerkes verpflichtet waren. Zwar mussten die Sälzer weiterhin den Bürgereid leisten, aber nicht so deren Salzschreiber, die bereits zudem über Sitz und Stimme im Sälzerkollegium verfügten, während die Sälzer selbst nur noch einmal im Jahr zur Kollegiumshauptversammlung erscheinen mussten. Angesichts solcher Strukturen wie dem Neben- und Gegeneinander von Salzherren (Anteilseigner), Sälzern (Anteilseigner und De-jure-Betreiber) und Salzschreibern (De-facto-Betreibern) ist offensichtlich, dass das Salzkottener Salinenwesen zu Beginn des 18. Jahrhunderts bis in die 30er Jahre ein einziger Torso war. Eine Konzentration von Rechten an Besitz und Führung der Saline, wie dies etwa bei den Unnaer Salinen der Fall gewesen ist, war somit in Salzkotten ausgeblieben. Die 24 Kleinunternehmen erwiesen sich als unvorteilhaft für die Einführung von technischen Neuerungen, insbesondere von Grenadier- und Leckwerken, welche eine größere Investition bedeuteten, die nur geschlossen von den Sälzern aufgebracht werden konnte.
So war die Saline Salzkotten im Vergleich zu anderen Salinen Deutschlands, insbesondere im Vergleich zur Zahnschen Saline bei Unna, in der Mitte und am Ende des 17. Jahrhunderts technisch um gut hundert Jahre rückständig. Der Bau eines stroh- und holzbefeuerten Leckwerkes ist letzten Endes gesichert erst für das Jahr 1681 belegt. Zu einer Beheizung mit dem wesentlich kostengünstigeren Brennstoff Steinkohle ist es überhaupt nicht gekommen. Es besteht also eine gewisse Berechtigung, die Scheu der einzelnen Sälzer, Salzschreiber und finanziell belasteten Anteilseigner sowie deren Uneinigkeit als Grund für die technische Rückständigkeit von Salzkotten zu vermuten. Es darf zudem vermutet werden, dass die Rückständigkeit der technischen Verfahren der Siedung, die Verwendung teurer Brennstoffe und die Uneinheitlichkeit der Betriebsführung Kostennachteile bedeuteten, die dazu führten, dass die Saline Salzkotten einem Wettbewerb mit anderen Salinen allein über den Preis nicht gewachsen war. Das Ausbleiben einer investitionsfördernden oder zumindest -schützenden fürstbischöflichen Politik tat dazu ihr Übriges.

## Betriebsverfassung und Betriebsführung

### Ausgangssituation
An den beschriebenen Verhältnissen bei Betriebsverfassung und Betriebsführung der Saline Salzkotten änderte sich im 18. Jahrhundert zunächst nicht sonderlich viel. Salzkotten blieb sogar bis zum Ende des Jahrhunderts eine rein pfännerschaftlich organisierte Saline. Zu Beginn des 18. Jahrhunderts befanden sich von den erwähnten 24 Anteilen nunmehr 18 in geistlichen und 6 in weltlichen Händen: Kloster Hardehausen (7 Anteile), Kloster Abdinghof (2 Anteile), Busdorfkapitel (2 Anteile), Jesuitenkolleg (2 Anteile), Kloster Willebadessen (1 Anteil), Kloster Brenkhausen (1 Anteil), Kloster Gehrden (1 Anteil), Gaukirche Paderborn (1 Anteil), Domkapitel Paderborn (1 Anteil), Graf von Westfalen (4 Anteile), Fürst von Waldeck (1 Anteil) und Familie von Spiegel in Klingenberg (1 Anteil). Dabei sah die Sälzerverordnung aus dem Jahre 1700 sogar vor, dass die Anzahl von 24 auch nicht vermindert werden durfte. Dennoch macht die oben beschriebene Anteilseigneraufzählung deutlich, dass sich der Besitz bereits immer mehr und in zunehmend ungleicher Verteilung auf einzelne vermögende Anteilseigner konzentrierte. Der Fürstbischof selbst besaß zu diesem Zeitpunkt noch keine eigenen Anteile. Der anteilige Besitz bezog sich weiterhin nur auf die Solequellen und nicht etwa auf Anlagen und Gerätschaften. Es bestand weiterhin das Nebeneinander von Anteilseignern, Sälzern und Salzschreibern. Das Sälzerkollegium ordnete vor allem die Produktions- und Absatzverhältnisse und hatte das – nicht immer erlangte – Ziel, für eine wirtschaftliche Ausgeglichenheit zwischen den einzelnen Mitgliedern Sorge zu tragen. Die Sälzer betrieben weiterhin in jeweils eigener Regie ihre Siedepfanne und verhandelten das gewonnene Salz auf eigene Rechnung und eigenes Risiko an die reisenden Salzhändler, die so genannten Salz-Entrepreneure. Artikel 31 der neuen Sälzerordnung von 1700 regelte diesen Verkauf im Detail:

„Angesehen wir des Verkaufß selber hirmit ebenfalß ernstlich Verordnen, undt wöllen, daß der Verkauß erst auß der ersten pfannhütte anfang, undt darauß Von jedem derselbigen Sältzer 50 mollen Ein hundert mollen saltzes continuiret werden, außerhalb der ordnung aber kein saltz Verkauft, sondern die Käufer sowol alß die Verkäufern solcher ordnung nach mit den Verkaufen undt ablade sich zu verhalten angewißen werden söllen“

In der Folge bedeutete dies, dass der Salzverkauf auf die nächste Hütte überging, wenn das Salzverkaufskontingent der vorherigen Hütte erschöpft war. Wenn in einer Pfannhütte, die der Reihenfolge nach verkaufen durfte, nicht mehr genügend Salz vorrätig war, ging der Verkauf auf die nächste Pfannhütte in der Reihenfolge weiter. Derjenige Sälzer, dem das passierte, durfte erst dann wieder in den Verkauf einsteigen, wenn die Reihenfolge wieder an ihm war. Es gab also strenge Absatz- und Verkaufsregeln, die eine wirklich freie und unbeschränkte eine Absatzwirtschaft des einzelnen Sälzers ziemlich unmöglich machte. Das hatte Auswirkungen auch auf den eigentlichen Produktionsprozess. So war es die Aufgabe des Salzmessers, die zukünftigen Produktionsbegrenzungen zu überwachen. Er achtete darauf, dass kein Sälzer zu viel Salz herstellte und leitete den nach Reihenfolge festgelegten Verkauf.
Gleichwohl hatten auch zu Beginn des 18. Jahrhunderts alle Sälzer immer noch mit der ausländischen Konkurrenz und dem trotz Einfuhrverbots ins Land dringenden ausländischen Salzes erheblich zu kämpfen. Das Verbot wurde aus den oben genannten Gründen weiterhin vielfach übertreten, so dass die Sälzer häufig Anlass hatten, bei ihrem Landesherrn darüber zu klagen, insbesondere darüber, dass im Oberamt Dringenberg-Gehrden große Mengen billigeren Salzes eingeführt und verkauft wurden. Im Jahre 1739 sah sich der damalige Landesherr, der Fürstbischof Clemens August I. von Bayern daher erneut gezwungen, das Einfuhrverbot unter erheblicher Strafandrohung und unter Androhung der Beschlagnahmung jeglichen ausländischen Salzes nachdrücklich zu bekräftigen. In einem zweiten Schritt ordnete er für die Verbotsüberschreitungen bereits im 17. Jahrhundert so problematischen Oberwaldischen Kreis die Anlegung von Verkaufsstellen in allen Städten und größeren Gemeinden an, um des Problems Herr zu werden. Dass dies weder ihm noch seinen Nachfolgern je ernsthaft gelungen ist, belegen die zahlreichen Wiederholungen dieses hoheitlichen Aktes merkantilistisch-kameralistischer Wirtschaftspolitik aus den Jahren 1752, 1763, 1768 und 1769, in denen immer wieder das seit 1654 verliehene Salzhandelsmonopol ausdrücklich bestätigt und die Einfuhr fremden Salzes unter Strafe gestellt wird.

### Betriebsführung und Modernisierung unter Clemens August I. von Bayern
Eine Veränderung im Salzkottener Salinenwesen setzte erst um 1750 ein, als der Landesherr Clemens August, der auch Bischof von Münster war und dort die Errichtung der Münster’schen Salinen-Societät und den Auf- und Ausbau der Saline Gottesgabe betrieben hatte, 2 – 4 und schließlich 6 Anteile am Salinenwesen erwarb und somit selbst zum Anteilseigner und Sälzer wurde. Zunächst ging der neue Landesherr daran, die Salzwerke, an denen er selbst beteiligt war, zu modernisieren, um den Ertrag ganz im Sinne einer kameralistischen Fiskalpolitik zu steigern. Clemens August – „Seigneur de Cinq Eglises“ genannt, da er nicht nur Bischof von Paderborn und Münster, sondern auch noch Kurfürst und Erzbischof von Köln sowie Bischof von Osnabrück und Hildesheim war – bemühte sich in seiner Regierungstätigkeit stets um eine effektive Verwaltungsorganisation und um die Förderung von Handel und Gewerbe, um die Landeswohlfahrt und damit seine eigenen Einkünfte zu erhöhen. Der barocke Kirchenfürst war aufgrund seiner gleich fünffachen Repräsentationsbedürfnisse auf hohe Einnahmen angewiesen und ließ auch seine Paderborner Hofkammer eine Handels-, Gewerbe- und Fiskalpolitik nach dem für das 18. Jahrhundert so typischen Prinzip der Plusmacherei betreiben.
Beeindruckt von der Modernisierung fasste 1750 auch das gesamte Sälzerkollegium den Plan, die Sole mit Hilfe eines Pumpwerks auf die Gradierung zu heben und nicht mehr, wie bisher, die Sole durch die Leckerknechte mit Schaufeln auf die Dornwände zu werfen. Es beauftragte daher den aus Werl stammenden Kunstmeister Christian Meermann mit dem Umbau der Gradieranlagen und der Errichtung eines mittels Wasserrad betriebenen Pumpwerkes. Meermann baute zur Hebung der Sole auf den Neubau eine Wasserkunst, die, obwohl eben mit Pumpen betrieben, nur eine begrenzte Leistung übertrug, wodurch der Einsatz von Leckerknechten, die bei der Gradierung für die Zuführung der Sole zuständig waren, weiterhin nötig war, wenngleich nicht mehr mittels Schaufeln, sondern mit Handpumpen. Diese technische Innovation brachte auch eine Innovation der Arbeitsorganisation mit sich, die die Sälzer zwang, den Betrieb gemeinschaftlich zu führen. Doch die Mängel des meermannschen Neubaus und Streitigkeiten unter den Sälzern über die Verteilung der Sole führten in den folgenden Jahren dazu, dass man den gemeinschaftlichen Betrieb wieder aufgab und dazu zurückkehrte, dass jeder Sälzer den Betrieb seines Leckwerkanteils in Eigenregie führte. Diese Entscheidung bedeutete wirtschaftlich einen enormen Rückschritt, weil damit wieder die betrieblich unrationelleren Kleinunternehmungen bestanden.
Der ausbrechende Siebenjährige Krieg (1756–1763) machte jedwede technische oder betriebswirtschaftliche Weiterentwicklung des Salzkottener Salinenwesens unmöglich. So wie die Stadt selbst wurde auch die Saline durch die Kriegseinwirkungen in schwere Mitleidenschaft gezogen. Im Zuge der zahlreichen Einquartierungen von feindlichen wie verbündeten Truppen des Paderborner Landesherrn wurden zahlreiche Salinenanlagen zerstört. Unter anderem wurde das Sälzerarchiv erneut erbrochen und die Akten geraubt. Der Antransport der für die Siedung notwendigen Brennstoffe unterblieb, da die Fuhrwerke für die Holzzufuhr zu den Bäckereien der Truppenteile und zu Befestigungsarbeiten bei Lippstadt abgezogen wurden. Auch die Salinenarbeiter sowie die im Dienste der Salinen stehenden Pferde wurden zu militärischen Aufgaben zwangsrekrutiert.

### Betriebsführung und Modernisierung unter Wilhelm Anton von der Asseburg
Das Jahr 1763 brachte neben dem Frieden auch einen neuen Landesherrn. Fürstbischof Wilhelm Anton von der Asseburg, der die Salzwerkanteile seines verstorbenen Vorgängers Clemens August übernahm, sah sich wie sein bayerischer Vorgänger der Reparatur und Modernisierung des Salinenwesens verpflichtet. Auch er beabsichtigte eine Erhöhung seiner fiskalischen Einkünfte. Als Landesherr war Wilhelm Anton durchdrungen von dem Bestreben, sein arg gebeuteltes Territorium wieder aufzubauen. Persönlich besaß er die Eigenschaften Sparsamkeit, Fleiß und soziales Verantwortungsbewusstsein. Er hatte grundlegende wirtschaftspolitische Kenntnisse und war stark beeinflusst von den wirtschafts- und sozialpolitischen Ideen des Kameralismus. In einer Art Regierungsantrittsprogramm, seiner Denkschrift zur Paderborner Staatsverwaltung aus dem Jahre 1763, entwickelte der neue Bischof in zwanzig Kapiteln die wichtigsten Punkte und Reformvorschläge einer merkantilistisch-kameralistischen Wirtschaftspolitik für das Hochstift Paderborn. Für das örtliche Gewerbe und somit auch für die Saline Salzkotten sah Wilhelm Anton eine erfolgreiche staatliche Gewerbeförderung durch unmittelbar einzuleitende Investitionen in die vorhandenen Anlagen vor. Gleichzeitig kündigte er eine tiefgreifende Infrastrukturpolitik an, deren erklärtes Ziel es war, zu einer schnellen Verbesserung der Landstraßen im Hochstift zu gelangen.
Bereits vor seinem Regierungsantritt im Jahre 1763 hatte Wilhelm Anton von der Asseburg vergeblich versucht, das Salzkottener Sälzerkollegium zu einem besseren Ausbau der Salzwerke zu bewegen, war aber am Widerstand einzelner Sälzer und an der Uneinigkeit des Kollegiums gescheitert. Da der neue Landesherr zwar Sälzer, aber kein Salinenfachmann war, versicherte er sich bei der Modernisierung der Salzkottener Salinen der Mithilfe des Salzkottener Pfarrers Philipp Korte. Dieser war zwar zunächst auch kein Experte auf dem Gebiet der Salzgewinnung, doch entsandte der Fürstbischof den technisch gebildeten Korte 1763 auf ausgiebige Reisen zu den süddeutschen Salinen und ins Salzkammergut, damit dieser dort die für eine erfolgreiche Salzproduktion notwendigen Kenntnisse erwarb und auf ihren Nutzen für die heimische Salzgewinnung überprüfen konnte. Nach seiner Rückkehr legte Korte Pläne für neue Gradierwerke, Pumpen und ein neues Kunstrad vor. Hatten sich die Mitgewerken und Mitanteilseigner des fürstbischöflichen Sälzers Wilhelm Anton in der Zwischenzeit jedem seiner Versuche, sie an den Investitionen zur Modernisierung aller Werke zu beteiligen, widersetzt, gelang es Korte, die anderen Sälzer und Anteilseigner von den Vorteilen der technischen Neuerungen zu überzeugen. Neben der Überzeugungsarbeit leitete Korte auch den Um- und Ausbau der neuen Anlagen. 1765 wurde zunächst ein neues wasserradgetriebenes Pumpwerk an der Heder für die bischöflichen Gradierwerke gebaut, das die Arbeit der Leckerknechte nunmehr endgültig überflüssig machte. Technisch leisteten die Wasserräder zum einen sechs, zum anderen 12 PS. Daneben ließ Korte auch ein neues Gradierhaus errichten und sorgte für die Erneuerung der bestehenden Siedhäuser. In der Zeitspanne zwischen 1768 und 1780 entstanden vier Salzkoten mit insgesamt zwölf Pfannen für 24 Salinenanteile, wobei sich die restlichen Sälzer und Anteilseigner nunmehr an den Investitionskosten beteiligten. Auf Anregung des Fürstbischofs, der seinem Fachmann mit einem Brief 1770 mitteilte, er wünsche die Einführung technisch verbesserter Siedepfannen, entwickelte Korte auch diese technische Innovation: er wich dabei von der allgemein bis 1790 bestehenden Kombination von Siede- und Vorwärmpfannen ab, welche große Mengen des im späten 18. Jahrhundert im Preis stark angestiegenen Brennstoffes Holz verbrauchten, und ließ neue Pfannen herstellen, die ein einheitliches Grundmaß von jeweils 25 × 15 Fuß hatten und alle mit einem Pfannenmantel versehen waren. Diese Pfannen erwiesen sich jedoch als technische Fehlkonstruktion, so dass man zur alten Feuerungsart zurückkehren musste. Insgesamt führte die einheitliche Betriebsführung, wie sie unter Philipp Korte letztendlich auch in der zweiten Hälfte des 18. Jahrhunderts in Salzkotten zustande kam, zu einer wesentlich höheren Rentabilität und Produktivität des Salzkottener Salinenwesens, da die getätigten Investitionen einen erheblichen Rationalisierungsschub auszulösen in der Lage waren. Dies hielt bis zum Ende des 18. Jahrhunderts an. Im Jahre 1768 bereits schlugen die Sälzer dem Bischof vor, das Importverbot noch einmal zu bekräftigen, da man nunmehr tatsächlich in der Lage sei, das gesamte Hochstift Paderborn mit Salz zu versorgen. Diesem Wunsch, der der Wirtschaftspolitik entsprach, kam der Landesherr gerne nach. Doch war auch dieses Verbot wirkungslos. Der Grund für diese Erfolglosigkeit lag in den weiten und schlechten Anfahrtswegen, die den Salzpreis in die Höhe trieben. Die Paderborner Hofkammer beschloss daher, die Ämter Beverungen und Herstelle von dem Verbot auszunehmen und die Einfuhr fremden Salzes zu gestatten.
Der Landesherr reagierte jedoch aus Kostensenkungsgründen zudem, indem er zahlreiche Bauern dazu verpflichtete, das Holz aus den zur Saline benachbarten Gegenden anzuliefern. Sie mussten bei diesen so genannten Salzfuhren das Brennholz aus eigenem Besitz und aus dem Oberwaldischen Kreis zur Saline nach Salzkotten fahren. Einen weiteren Kostenvorteil suchte Wilhelm Anton der Saline im Bereich des Außenhandels dadurch zu verschaffen, dass er das Salzkottener Salz von allen Zollabgaben befreite. So erhielten Händler, die Salz für das Ausland in Salzkotten erworben hatten, Passierscheine, um die Vergünstigungen bei der Ausfuhr nutzen zu können. Die wirtschaftliche Situation der Saline Salzkotten entwickelte sich gegen Ende des 18. Jahrhunderts dadurch und aufgrund der Verbesserungen des Straßennetzes im Hochstift Paderborn infolge der bischöflichen Infrastrukturpolitik so positiv, dass verstärkt Überschüsse aus der Salzproduktion für den Export zur Verfügung standen. In dieser Situation, angetrieben durch die technischen Neuerungen und begleitet durch die Gewerbepolitik des Landesherrn, aber auch mit der Zielsetzung, den seit 1768 landesherrlich festgeschriebenen Salzpreis nicht mehr akzeptieren zu wollen, verzichteten die Sälzer im Jahre 1789 auf das Privileg des Salzverkaufsmonopols und Importverbots und suchten ihre Zukunft im freien Handelswettbewerb mit den anderen Salinen ihrer Zeit. Der Nachfolger Wilhelm Antons entsprach dieser Bitte.

### Zusammenfassung
Zusammenfassend lässt sich Folgendes für die Betriebsverfassung und Betriebsführung der Saline Salzkotten sowie für die von den Landesherren im Hochstift Paderborn gesetzten staatlichen Rahmenbedingungen sagen. Die Saline, besser die einzelnen Salzwerke zu Salzkotten, gingen mit einer äußerst zersplitterten Betriebsverfassung und Betriebsführung ins 18. Jahrhundert. Neben der Aufteilung in verschiedene Anteilseigner bestand weiterhin keine einheitliche Betriebsführung. Auch das Sälzerkollegium, das bei Einigkeit über die notwendigen technischen Neuerungen und die damit verbundenen Investitionen hätte im Konsens entscheiden können, war aufgrund der Interessen der einzelnen Sälzer und den daraus entstandenen Streitigkeiten nicht in der Lage, eine solche Betriebsführung zu leisten. Es bleibt festzuhalten, dass es ein kaum mehr überschaubares Neben- und Gegeneinander vieler einzelner Fachkundigen in Salzkotten gab. Die Folge war, dass die Saline Salzkotten bis zur Mitte des 18. Jahrhunderts betriebswirtschaftlich und betriebstechnisch ein rückständiges Unternehmen blieb. Auch der 1750 vom Sälzerkollegium angestoßene Versuch, über den Werler Kunstmeister Christian Meermann die notwendige Modernisierung einzuleiten, scheiterte schließlich an der Uneinigkeit der Sälzer. Zudem war die Sälzerordnung aus dem Jahre 1700 bei Produktions-, Absatz- und Preisvorgaben derartig planwirtschaftlich formuliert, dass dem einzelnen Sälzer die für einen Aus- oder Umbau seiner Salzwerkanteile notwendigen Anreize völlig fehlten. Die Kriegsfolgen des Siebenjährigen Krieges taten ein Übriges, dass die Saline Salzkotten auch nach der Jahrhundertmitte für ein weiteres Jahrzehnt technisch und wirtschaftlich hinter anderen Salinen weit zurückblieb. Die Situation änderte sich erst merklich, als ein neuer Landesherr, Wilhelm Anton von Asseburg, über seine Salzwerkanteile für die Auslösung eines Modernisierungs- und Rationalisierungsschubs sorgte. Da der Fürstbischof zwar Interesse am Salinenwesen hatte, nicht aber über die notwendigen Fachkenntnisse verfügte, traf er die Entscheidung, den Salzkottener Pfarrer Philipp Korte zum landeseigenen Fachmann zu machen und sandte ihn deshalb auf Reisen, damit er sich die neuesten Kenntnisse im süddeutschen Salinenwesen aneignen konnte. Erstaunlich bei der sich anschließenden Modernisierung des Salzkottener Salinenwesens ist, dass Wilhelm Anton gänzlich darauf verzichtete, den Weg zu gehen, den viele andere Landesherren in deren Machtbereichen bereits gegangen waren: die konsequente Durchsetzung des landesherrlichen Berg- bzw. Salzregals. So ist kein Versuch des Paderborner Fürstbischofs bekannt, die in seinem Lande vorherrschenden Einzelinteressen beim Salinenwesens durch die Geltendmachung seines Salzregals aufzubrechen. Vielmehr entschied sich Wilhelm Anton unter der tätigen Mithilfe seines technisch versierten Korte, eine Art Vorbildfunktion bei der Modernisierung und Führung seiner Salzwerkanteile zu leben. Beachtenswert ist, dass ihm der Erfolg bei dieser Taktik nicht ausblieb: Die anderen Anteilseigner und Sälzer erkannten die ins Werk gesetzten und auch hinreichend bekannten Vorteile der fürstbischöflichen Reformen und taten es dem Landesherrn nunmehr nach. Auch wenn sich die Besitzstruktur im Laufe des 18. Jahrhunderts auf immer weniger Anteilseigner konzentrierte, blieb die Saline Salzkotten in ihrer grundsätzlichen Betriebsverfassung bis zum Ende des Jahrhunderts und darüber hinaus eine pfännerschaftlich verfasste Saline.
Während Wilhelm Anton bei der Durchsetzung des Bergregals andere Wege beschritt als die restlichen Landesherrn, entschied es sich im Bereich der staatlichen Rahmenbedingungen für die üblichen Ansätze einer Wirtschaftspolitik, wie sie für das 18. Jahrhundert typisch waren. Salzhandelsmonopol und Importverbot für ausländisches Salz bestanden parallel zueinander im Hochstift Paderborn bis 1789. Daneben bemühte sich Wilhelm Anton über die Verbesserung der verkehrstechnischen Infrastruktur und mittels einiger Subventionen – einseitiger Verzicht auf Zollabgaben, unentgeltliche Salzfuhren zur Energieversorgung – um die gute Entwicklung des Salinenwesens zu Salzkotten. Am Ende des 18. Jahrhunderts war die Salzgewinnung in Salzkotten, begünstigt durch die landesherrliche Politik für das Hochstift Paderborn in zweifacher Weise von großer Bedeutung: zum einen deckte sie den gesamten Salzbedarf des kleinen Landes, zum anderen brachte der Salzhandel mit dem gesamten ostwestfälischen Raum, aber auch mit dem Bistum Münster, der Grafschaft Rheda sowie dem Lippischen und Bielefelder Raum nicht unbeträchtliche Gelder ins Land, und das, obwohl die Saline auch weiterhin mit der dortigen Konkurrenz zu kämpfen hatte.